# Justicia iltisii
Justicia iltisii är en akantusväxtart som beskrevs av Wassh.. Justicia iltisii ingår i släktet Justicia och familjen akantusväxter. Inga underarter finns listade i Catalogue of Life.